# 塞派什·贝洛
塞派什·贝洛（匈牙利語：Szepes Béla，1903年9月5日—1986年6月20日），匈牙利男子越野滑雪、北欧两项、田径运动员。他曾代表匈牙利参加1924年和1928年奥林匹克运动会，获得一枚银牌。